# Матіас Віла
Матіас Віла (ісп. Matías Vila, 7 липня 1979) — аргентинський хокеїст на траві.
Учасник Олімпійських Ігор 2000, 2004, 2012 років.
Переможець Панамериканських ігор 2003, 2011 років, срібний призер 1999, 2007 років.
Бронзовий призер Трофей чемпіонів з хокею на траві 2008 року.
Переможець Виклику чемпіонів 2005 року.
Бронзовий призер Виклику чемпіонів 2001 року.